# Anastassija Walerjewna Galaschina
Anastassija Walerjewna Galaschina (russisch Анастасия Валерьевна Галашина; * 3. Februar 1997 in Jaroslawl) ist eine russische Sportschützin.

## Erfolge
Anastassija Galaschina tritt bei internationalen Wettkämpfen im Luft- und Kleinkaliberschießen an, erzielte aber sämtliche ihrer bisherigen Erfolge mit dem Luftgewehr. Bei Europameisterschaften gelangen ihr zahlreiche Medaillengewinne, darunter die ersten im Jahr 2017 in Maribor, als sie im Mannschaftswettbewerb Europameisterin wurde. Diesen Titelgewinn wiederholte sie mit dem Team 2019 in Osijek und verteidigte ihn sowohl 2020 in Breslau als auch 2021 nochmals in Osijek. Darüber hinaus wurde sie 2019 im Mixed Europameisterin und gewann in dieser Disziplin 2021 die Silbermedaille. Ebenfalls Silber sicherte sie sich 2020 im Einzelwettbewerb mit dem Luftgewehr. Bereits 2018 gewann Galaschina in Changwon in der Mixedkonkurrenz die Bronzemedaille bei den Weltmeisterschaften. Eine Silbermedaille – wieder im Mixed mit dem Luftwehr – gewann sie bei den Europaspielen 2019 in Minsk an der Seite von Wladimir Maslennikow.
Bei den 2021 ausgetragenen Olympischen Spielen 2020 in Tokio trat Galaschina in zwei Wettbewerben an. In der Einzelkonkurrenz mit dem Luftgewehr qualifizierte sie sich mit 628,5 Punkten knapp als Achte für das Finale der besten acht. In diesem war sie nach 16 Durchgängen neben Yang Qian aus China die letzte im Wettbewerb verbliebene Schützin. Während Yang im letzten Durchgang eine 10,7 und eine 9,8 schoss, kam Galaschina auf eine 10,8 und nur eine 8,9, womit Yang noch an der Russin vorbeizog. Mit einem Vorsprung von 0,7 Punkten wurde Yang, die 251,8 Gesamtpunkte hatte und damit einen neuen olympischen Rekord aufstellte, Olympiasiegerin, während Galaschina mit 251,1 Gesamtpunkten die Silbermedaille erhielt. Bronze ging an Nina Christen aus der Schweiz. Im Mixed mit dem Luftgewehr trat sie wie schon bei den Europaspielen zwei Jahre zuvor mit Wladimir Maslennikow an. Mit 629,8 Punkten zogen sie als Vierte in die zweite Qualifikationsrunde ein, in der sie mit 417,0 Punkten als Fünfte knapp den Einzug in die Duelle um die Medaillenränge verpassten.
Galaschina ist verheiratet und tritt für ZSKA Moskau an. Nach ihrem Medaillengewinn 2021 wurde sie vom Verteidigungsministerium mit der Medaille „Für die Festigung der Waffenbrüderschaft“ geehrt.